# Köln (incrociatore)
La Köln fu un incrociatore leggero della Kriegsmarine tedesca, terza e ultima unità della Classe Königsberg, entrata in servizio nel 1930 e attiva durante la seconda guerra mondiale.

## Vita operativa
Impostata nei cantieri Marinewerft di Wilhelmshaven il 7 agosto 1926, venne varata il 25 maggio 1928 con il nome di Köln, in onore dell'omonima città; entrò in servizio il 15 gennaio 1930. Dopo una serie di crociere addestrative nel Mar Baltico e nel Mare del Nord, tra il dicembre del 1932 e il dicembre del 1933 intraprese un lungo viaggio in Asia passando dal Mediterraneo e dal Canale di Suez. Tra il giugno del 1936 e i primi mesi del 1937 partecipò ad una serie di missioni al largo della costa spagnola, come parte di una squadra navale internazionale incaricata di contrastare il contrabbando di armi durante la Guerra di Spagna. Allo scoppio della seconda guerra mondiale, la Köln prese parte ad alcune missioni di interdizione del traffico mercantile nemico nel Mare del Nord, prima di essere inserita nella "Squadra da ricognizione" (con gli incrociatori leggeri Leipzig e Nürnberg), formazione incaricata di scortare i cacciatorpediniere tedeschi impegnati a stendere campi minati davanti alle coste della Gran Bretagna.
Nell'aprile del 1940 partecipò all'Operazione Weserübung, l'invasione tedesca di Danimarca e Norvegia, come nave ammiraglia del Marinegruppe 3 incaricato di occupare il porto norvegese di Bergen; la missione si concluse con un successo, e la Köln poté rientrare indenne in patria. In seguito, operò nel Baltico in appoggio alle truppe della Wehrmacht impegnate nell'invasione dell'Unione Sovietica; tra il settembre e l'ottobre del 1941, appoggiò l'invasione tedesca delle isole di Saaremaa e Hiiumaa, distruggendo con i suoi grossi calibri una batteria costiera sovietica posta sul Capo Ristna. Sul finire del 1941, sulla Köln vennero sperimentati degli elicotteri Flettner Fl 265, che decollavano da una apposita piattaforma installata sopra la torre B.
Nel luglio del 1942, dopo un ciclo di riparazioni a Wilhelmshaven, la Köln venne inviata in Norvegia; di base a Narvik, prese parte ad alcune missioni nelle acque del Mare Glaciale Artico contro i convogli che rifornivano l'Unione Sovietica, ma non ottenne particolari successi. Nel febbraio del 1943, la Köln venne messa temporaneamente fuori servizio, per poi ritornare in squadra nell'aprile del 1944, venendo impiegata come nave-scuola per i cadetti della Marina. Nel settembre del 1944 venne inviata in Danimarca per fungere da scorta ai mercantili tedeschi diretti in patria dalla Norvegia; durante una di queste missioni, il 13 dicembre 1944 la Köln venne gravemente danneggiata in un bombardamento aereo, riportando ulteriori danni il 31 dicembre seguente durante un secondo bombardamento aereo. Nel febbraio del 1945 la nave venne inviata a Wilhelmshaven per le riparazioni, ma nella notte del 31 marzo 1945 venne affondata dopo essere stata colpita da cinque bombe durante l'ultimo massiccio raid aereo britannico sulla città. Le torri d'artiglieria continuavano a sporgere dall'acqua, e quindi furono impiegate come batterie fisse durante l'avvicinamento degli Alleati alla città. Il relitto venne recuperato e demolito nel 1946.